# Élections municipales françaises de 1888
Les élections municipales se déroulent en France (sauf à Paris) le 6 et le 13 mai 1888.
Alors que les élections se déroulent en pleine crise boulangiste, elles se déroulent dans le calme. Les boulangistes n'organisent aucune campagne spécifique pour ce scrutin, ceux-ci espérant un vote spontané pour le général qui n'a pas lieu. On peut noter que Georges Boulanger est élu à Tulle, mais cette élection est annulée le 8 juin.